# Шевинье
Шевинье́ (фр. Chevigney) — коммуна во Франции, находится в регионе Франш-Конте. Департамент — Верхняя Сона. Входит в состав кантона Пем. Округ коммуны — Везуль.
Код INSEE коммуны — 70151.

## География
Коммуна расположена приблизительно в 300 км к юго-востоку от Парижа, в 35 км западнее Безансона, в 55 км к юго-западу от Везуля.

## Население
Население коммуны на 2010 год составляло 31 человек.
| 1962 | 1968 | 1975 | 1982 | 1990 | 1999 | 2010 |
| ---- | ---- | ---- | ---- | ---- | ---- | ---- |
| 72   | 63   | 53   | 39   | 39   | 39   | 31   |

## Администрация
| Период | Период | Фамилия      | Партия | Примечания |
| ------ | ------ | ------------ | ------ | ---------- |
| 2001   | 2008   | Режи Брессан |        |            |
| 2008   | 2014   | Дени Мартини |        |            |

## Экономика
В 2010 году среди 19 человек трудоспособного возраста (15—64 лет) 12 были экономически активными, 7 — неактивными (показатель активности — 63,2 %, в 1999 году было 52,2 %). Из 12 активных жителей работали 12 человек (8 мужчин и 4 женщины), безработных не было. Среди 7 неактивных 1 человек был учеником или студентом, 4 — пенсионерами, 2 были неактивными по другим причинам.

## Достопримечательности
- Церковь Рождества Богородицы (XII век, перестроена в XVIII веке)
  - Бронзовый колокол (1686 год). Исторический памятник с 1942 года[3]
- Старый дом виноградаря (XVI век). Исторический памятник с 1986 года[4]

## Фотогалерея

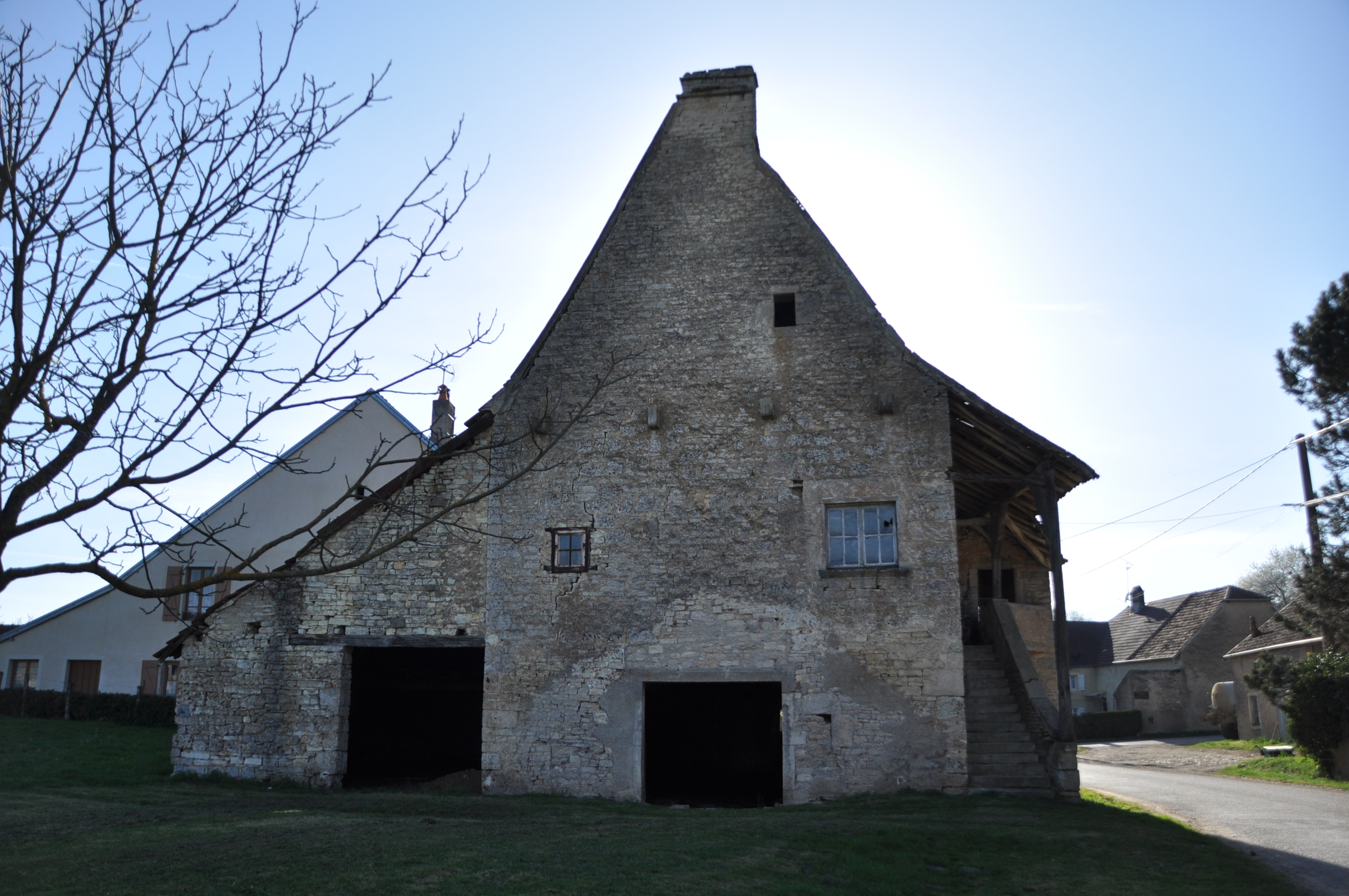
Старый дом виноградаря
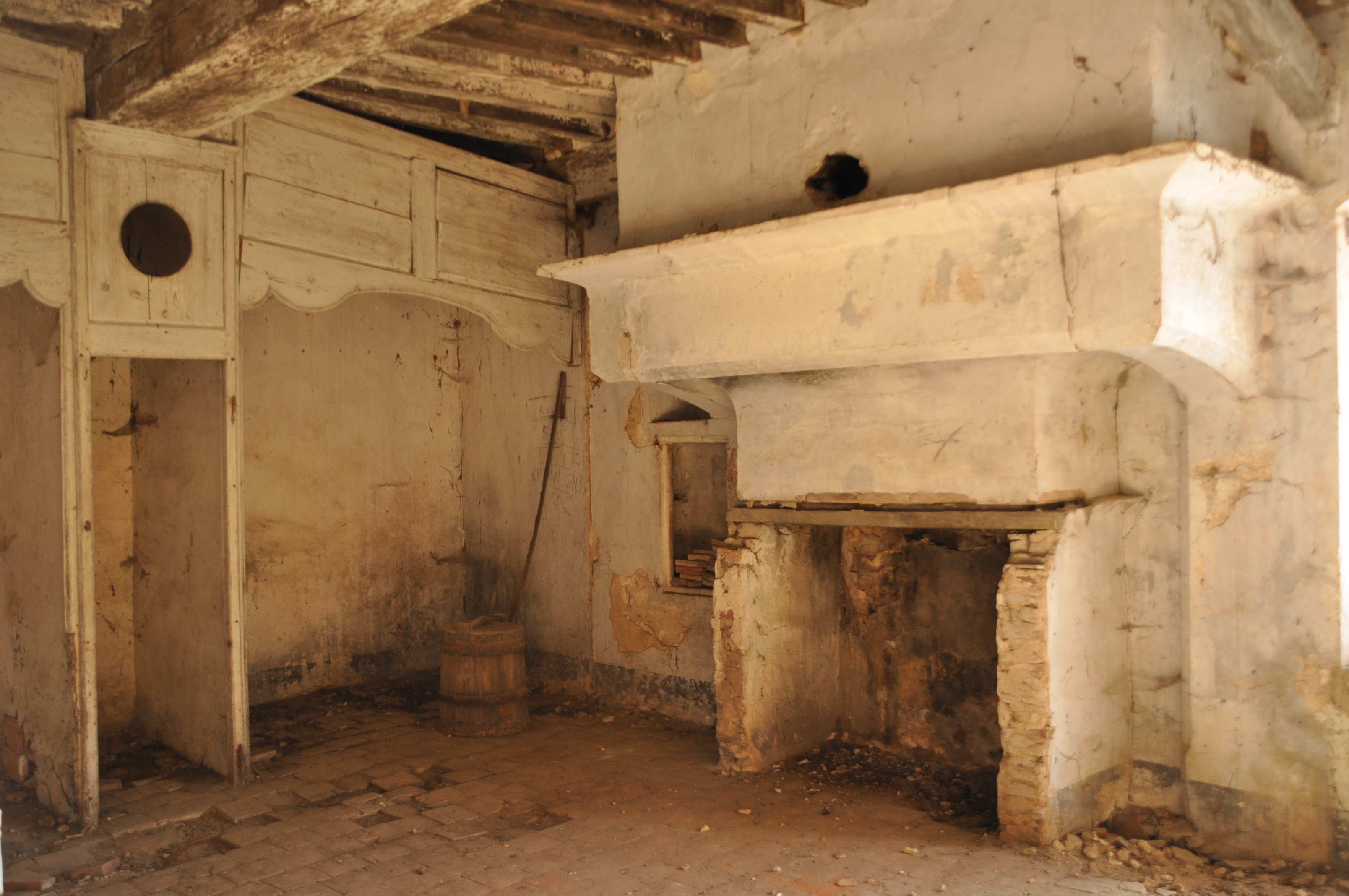
Интерьер дома виноградаря
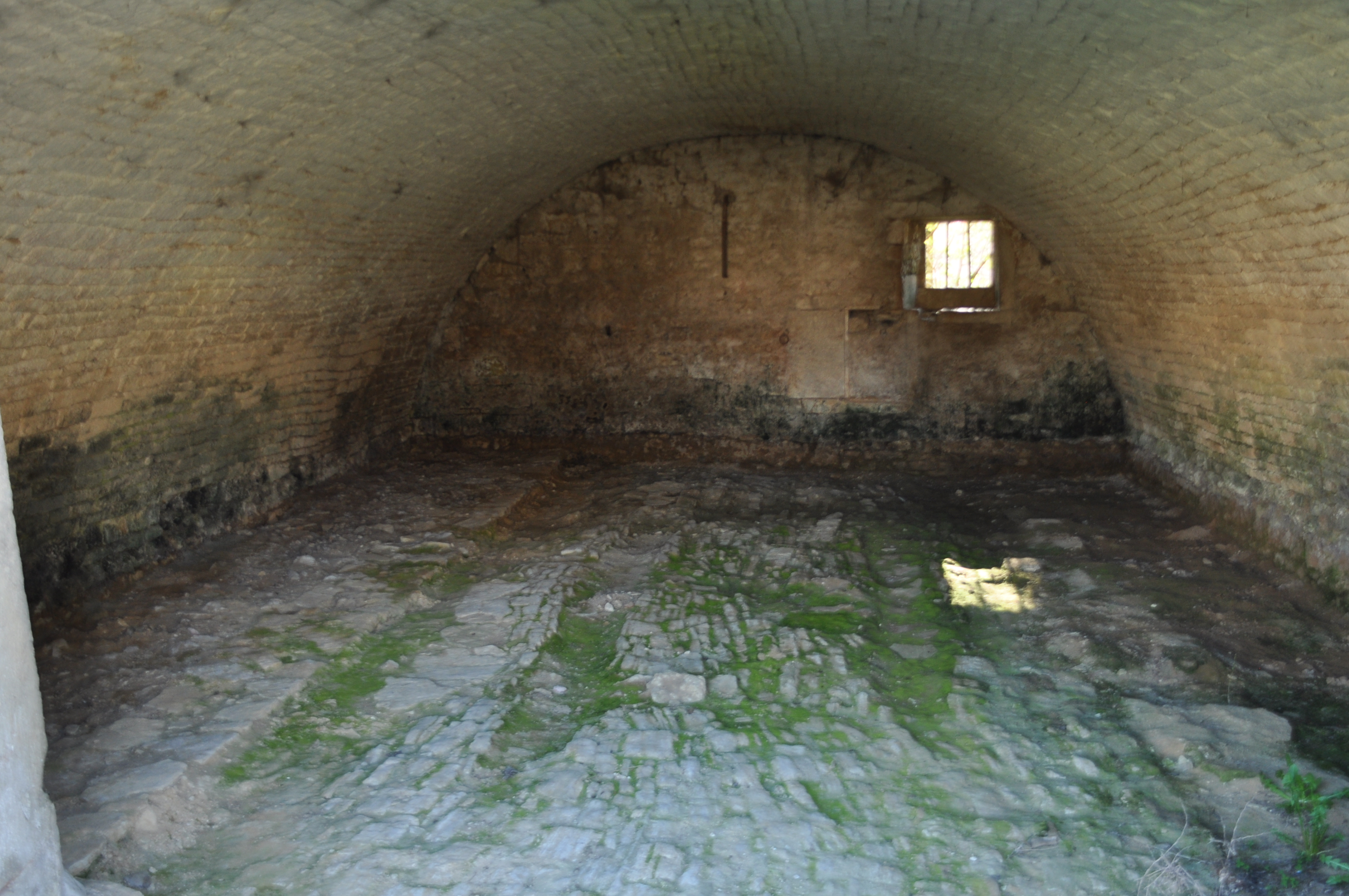
Интерьер дома виноградаря
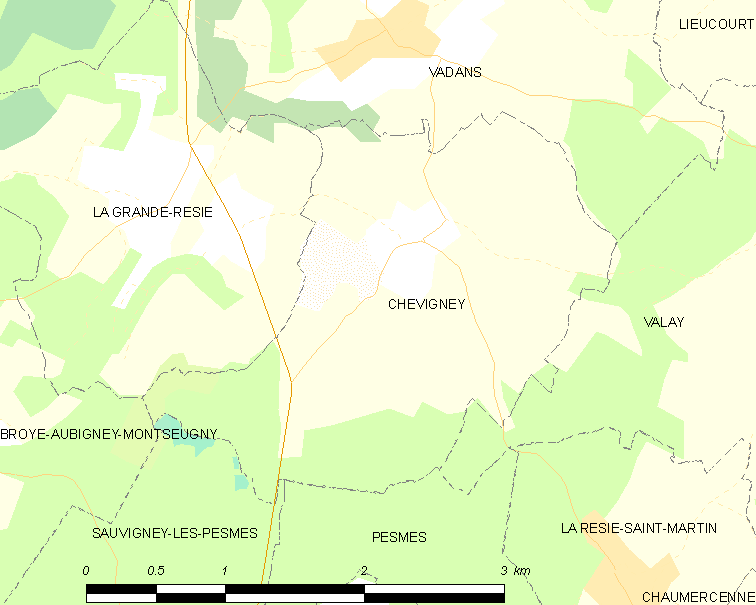
Карта коммуны